# Kincardine (Fife)
Kincardine (Schots-Gaelisch: Cinn Chàrdainn) of Kincardine-on-Forth is een plaats aan de noordkust van de Firth of Forth in Schotland, op de plaats waar de rivier Forth uitmondt in de Firth of Forth. De plaats ligt in het westen van het raadsgebied Fife en is onderdeel van de civil parish Tulliallan.
Aan de zuidkant van de plaats ligt de Kincardine Bridge, die de verbinding over de Firth of Forth vormt met de raadsgebieden Falkirk en Stirling. In 2008 werd er naast deze brug een extra nieuwe brug gebouwd: de Clackmannanshire Bridge. 
Kincardine is via de A985 naar het oosten verbonden met Dunfermline, Rosyth en de Forth Bridges. Deze weg loopt naar het westen over de Kincardine Bridge om vervolgens aan te sluiten op de M9 naar onder andere Stirling, Falkirk en Edinburgh. De A876 en A977 verbinden Kincardine met Clackmannanshire en de plaatsen Clackmannan en Alloa.

## Geboren
- James Dewar (1842), schei- en natuurkundige